# Castello Caracciolo
Das Castello Caracciolo ist die Ruine einer Höhenburg an den Hängen des Monte Morrone über der  italienischen Gemeinde Tocco da Casauria in der Provinz Pescara.

## Geschichte

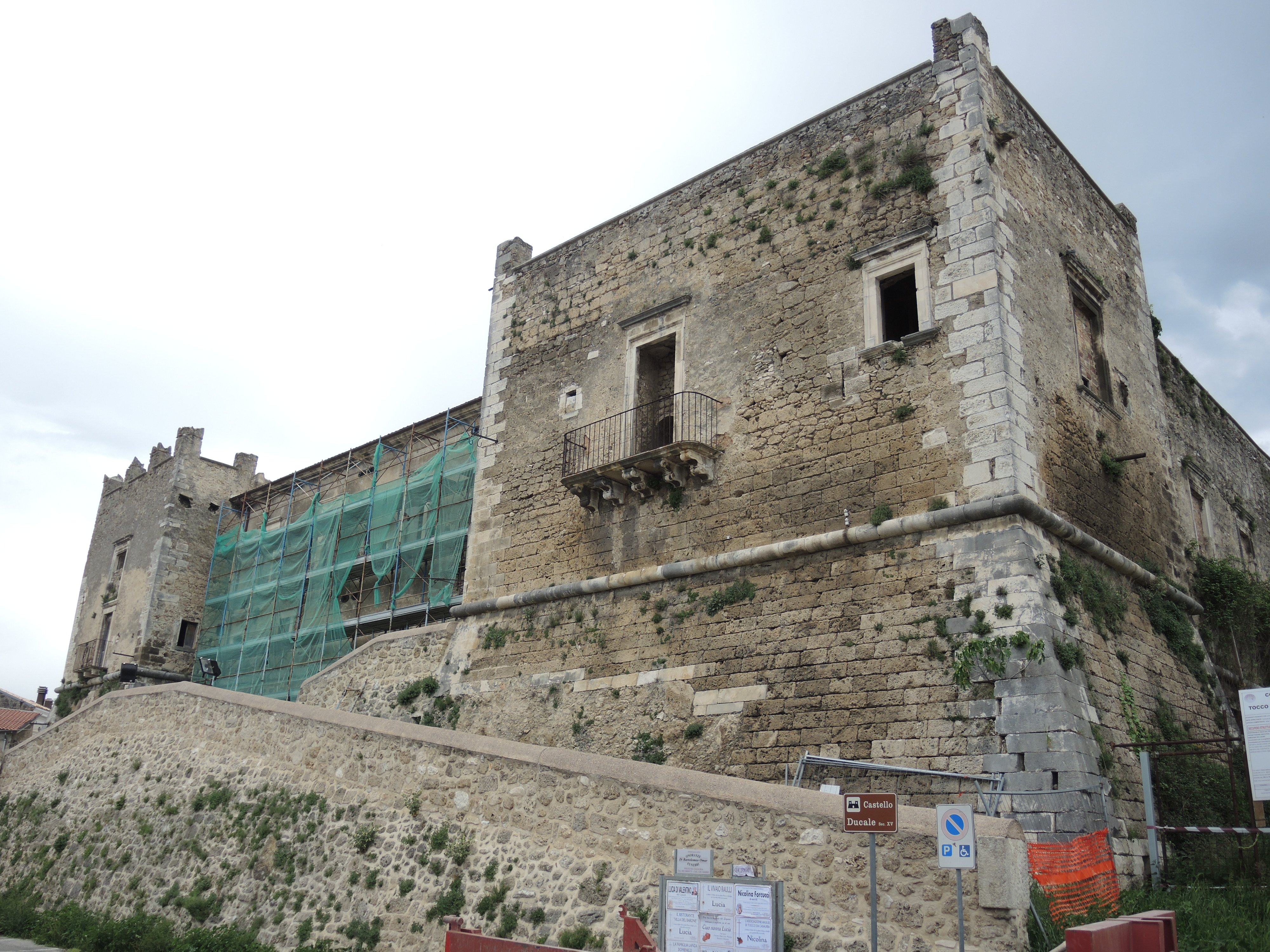
Hauptfassade

Die erste historische Quelle für die Existenz der Burg ist der Chronicon Casauriense, der den Bau den Nachfolgern von Girardo, einem Herren aus Popoli, zuschrieb, um das Eigentum an der Abteikirche San Clemente a Casauria an sich zu reißen. In den folgenden Kämpfen wurde der erste Bau vom Abt Adamo zerstört.
Der zweite Bau, den Friedrich II. zwischen 1187 und 1220 errichten ließ, wurde beim Erdbeben in Mittel- und Süditalien im Jahre 1456 erneut zerstört, in der Folge von den De Tortis, Herren von Tocco da Casauria, wieder aufgebaut und blieb bis zum Ende des 15. Jahrhunderts in deren Besitz.
Weitere Familien, die den De Tortis folgten, waren die Caracciolos, die D'Affittos und die Pinellis, die die Burg nach und nach in einen befestigten Palast umwandeln ließen. Heute befindet sich die Burg im Stadium des Verfalls, gehört der Familie Scali-Caracciolo und ist auf Wunsch zu besichtigen.

## Beschreibung
Die Burg besteht aus vier Baukörpern, die um einen Innenhof herum gruppiert sind; an den vier Ecken befinden sich Ecktürme. Im Ostturm ist der „Carcere della Lombarda“ (dt.: Gefängnis der Lombardin) untergebracht.
Der Bau hat ein angeschrägtes Untergeschoss, das etwa bis zur halben Höhe der Mauern reicht. Dort teilt ein Gesims den angeschrägten vom vertikalen Teil der Mauern. Entlang dem Untergeschoss sieht man Schießscharten, wogegen im oberen Teil der Mauern sich rechteckige Fenster mit verzierten Rahmen finden.
Der obere Teil der Mauern bildet eine Brüstung gegenüber einem inneren Wehrgang. Der Südturm trägt noch ghibellinische Zinnen, die eigentlich auf allen vier Türmen vorhanden sein sollten. In der Südostfassade sitzt das Eingangstor, versehen mit einem Spitzbogen, der von Kapitellen im Renaissancestil gestützt wird. Links des Tores findet sich ein Treppenzug, wogegen auf der rechten Seite eine schiefe Ebene für die Fuhrwerke angebracht ist.